# 多里安灣
64°49′S 63°30′W / 64.817°S 63.500°W

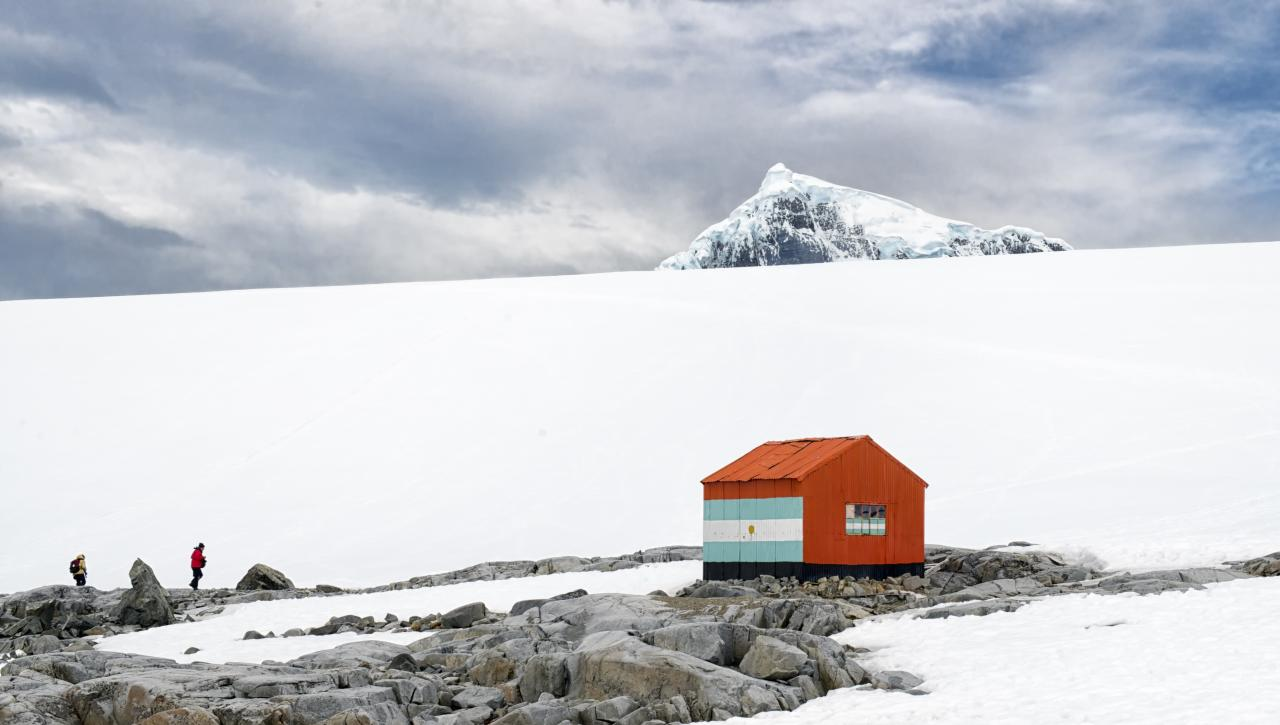

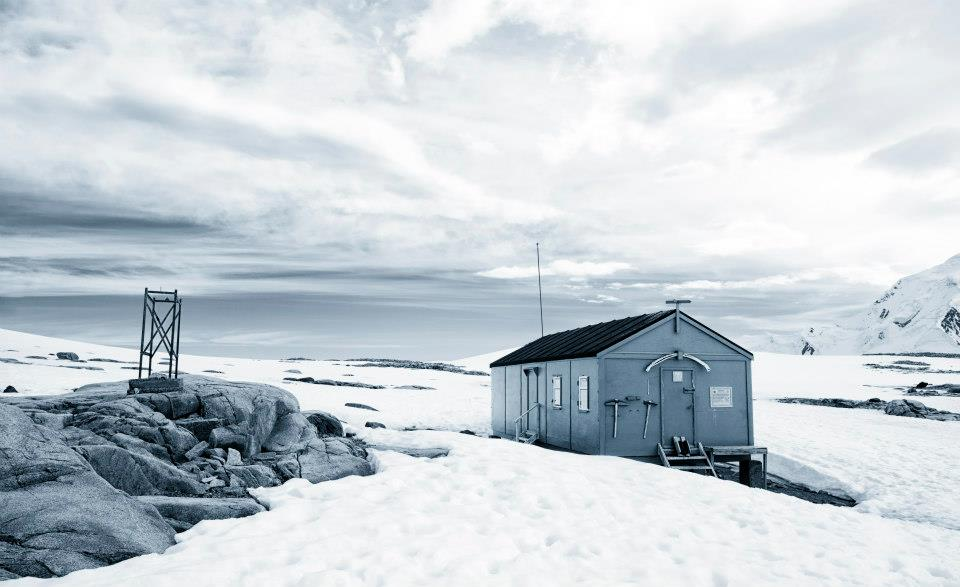

多里安灣是南極洲的海灣，位於帕默群島的溫克島西北部，處於達莫角東北面1公里，由讓-巴蒂斯特·夏古率領的法國探險隊發現。